# Киргизско-узбекский барьер

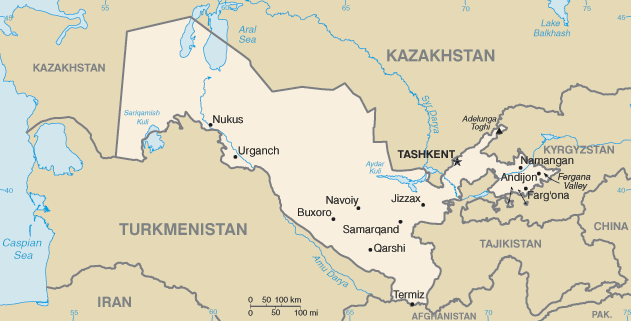
Карта Узбекистана с соседней Киргизией справа

Киргизско-узбекский барьер — пограничный барьер, построенный Узбекистаном вдоль границы с Кыргызстаном для предотвращения проникновения террористов. Строительство барьера началось в 1999 году, после того, как исламских террористов из Киргизии обвинили во взрывах в Ташкенте. 
Забор, возведенный в одностороннем порядке на спорной территории, повлёк экономические трудности в бедных сельскохозяйственных районах Ферганской долины и отделил многие семьи в этом традиционно интегрированном пограничном регионе.

## История
Пограничный спор между Узбекистаном и Кыргызстаном связан с односторонней демаркацией границы Узбекистана и его предполагаемым захватом больших участков киргизских сельскохозяйственных земель, которые были предоставлены Узбекистану во временное пользование на советский период, но так и не были возвращены.
Взрывы в Ташкенте в феврале 1999 года, в котором обвиняли иностранных исламских боевиков и последующее вторжение в киргизский регион Баткен Исламского движения Узбекистана, базировавшиегося в Таджикистане и выступавшего против президента Узбекистана Ислама Каримова, привели к тому, что Узбекистан закрыл свою границу и начал строительство забора из колючей проволоки вокруг длинных участков границы с Кыргызстаном в Ферганской долине.
Усилиями Узбекистана в 1999 и 2000 годах по защите своих ранее проницаемых границ в Ферганской долине показали, что любое аккуратное разделение территории на основе этнического состава или экономической активности практически невозможно, а сложная история комплексного использования пограничных земель затрудняет определить право собственности. Однако ни соображения о праве собственности на землю, ни повседневные трудности, с которыми сталкиваются простые жители долины, не отговаривали узбекское государство от демаркации и милитаризации своей границы как можно быстрее, чтобы предотвратить возможные нападения.
В июне 2004 года министерство иностранных дел Киргизии выразило протест против попытки Узбекистана построить пограничный забор в районе Туя-Моюн в южной части Оша, рядом с Керкидонским водохранилищем в Кыргызстане, прилегающим к восточной части Ферганской области Узбекистана. В нём говорится, что забор мог бы врезаться в южную территорию Кыргызстана на 60 м в нарушение государственной границы, которая была определена киргизско-узбекской межправительственной комиссией по определению киргизско-узбекских государственных границ.
Позже сообщалось, что Узбекистан временно прекратил возведение забора. Впоследствии МИД Кыргызстана направил меморандум в МИД Узбекистана 28 мая 2004 года. Он выразил позицию Кыргызстана о том, что «такие односторонние шаги Узбекистана противоречат нормам международного права и не соответствуют положениям Договора о вечной дружбе, подписанного Республикой Кыргызстан и Республикой Узбекистан 24 декабря 1996 года».

## Эффекты и последствия

### Экономические последствия
Такие происшествия, как снятие 2-метрового участка ограждения на дороге между столицей на юге Киргизии Ошем и небольшим провинциальным городом Араван в январе 2000 года, высветили разочарование, которое испытывает местное население, граничащее с пограничным регионом, после того, как выяснилось, что именно местные жители Узбекистана прорезали пограничный забор для возможности продажи контрабандных товаров в Киргизии.
14 мая 2005 года, на следующий день после беспорядков в Андижане, местные жители захватили контроль над городом Карасу на границе с Киргизией, изгнав правительственных чиновников. Разгневанные толпы подожгли правительственные здания и напали на мэра. Как только тысячи людей пытались бежать из страны и избежать политических беспорядков, два моста через границу были восстановлены в попытке оживить торговлю с Киргизией.

### Спорные природные ресурсы
В регионе всегда было мало воды. Реки и ручьи, которые традиционно орошали зе́мли, изливаются по долине и в настоящее время проходят в разные страны целых 20 раз. Новые границы настроили сообщество против сообщества в попытке получить доступ к воде, что привело к ожесточённым столкновениям.

### Уменьшенные свободы
Транспортное сообщение в Ферганской долине серьёзно затруднено из-за барьера. Маршруты из Оша до почти всех других городов на юге Киргизии проходят хотя бы один раз через недавно установленные или недавно укрепленные узбекские контрольно-пропускные пункты. Автобусы могут быть доставлены только до границы, где они останавливаются и поворачивают назад, оставляя пассажиров, чтобы пройти через таможню и сесть на другой автобус до следующего пункта пропуска. Время поездки в некоторые отдаленные гористые районы увеличилось в три раза, и расходы были увеличены не только из-за потребности в большем количестве автобусов, но также и из-за взяток, которые должны быть оплачены на контрольно-пропускных пунктах. Такие расходы сильно сказываются на бедности в сельской местности.

### Межобщинная рознь
На юге Киргизии проживает значительное узбекское меньшинство. В 1990 году, в начале строительства барьеров, напряжённость в регионе между узбеками и киргизским большинством переросла в ожесточённое межобщинное насилие, в результате которого погибло 170 человек. Последующие пограничные споры между Узбекистаном и Киргизией в 1999 году усилили напряжённость.

## Мнения о барьере

### Мнения киргизской стороны

#### Политическое столкновение по поводу нарушения территории Киргизии
В 1999 году «пограничный вопрос» стал ключевым элементом политических баталий между правительством Киргизии и националистической оппозицией. В том же году, предшествующем парламентским и президентским выборам, правительство избегало почти всех упоминаний о споре, подчеркивая вместо этого «дипломатию Шелкового пути» президента Аскара Акаева по региональному сотрудничеству, которая, по его словам, решит все пограничные проблемы в регионе в долгосрочной перспективе путём повторного открытия древних торговых путей в Европу и Китай. Оппозиция назвала эти слова пустыми и указала на то, что правительство не смогло помешать Узбекистану продвигать пограничные посты на территорию Киргизии как свидетельство слабости администрации президента.